# Giải bóng đá Merdeka 2008
Giải Merdeka lần thứ 40 được diễn ra từ ngày 15 đến 25 tháng 10 năm 2008. Chức vô địch thuộc về U-23 Việt Nam khi đánh bại Malaysia sau loạt penalty 6-5 trong trận chung kết.

## Đội tuyển
| - Afghanistan - Bangladesh | - Malaysia (chủ nhà) - Mozambique* | - Myanmar - Nepal | - Sierra Leone** - Việt Nam*** |  |

*Mozambique đã thay thế Kazakhstan sau sự xác nhận không tham dự Mozambique sẽ chơi với đội hình U-20 của họ.
**Sierra Leone sẽ đăng ký tham dự đội U-20.
***Vietnam sẽ đăng ký tham dự đội U-20.

## Sân vận động
| Thành phố     | Sân vận động                       | Sức chứa |
| ------------- | ---------------------------------- | -------- |
| Kuala Lumpur  | Sân vận động Quốc gia Bukit Jalil* | 100,000  |
| Shah Alam     | Sân vận động Shah Alam             | 81,000   |
| Petaling Jaya | Sân vận động MBPJ                  | 25,000   |

*Địa điểm cho sự thay đổi các trận đấu cuối cùng vì điều kiện sân kém ở Sân vận động MBPJ.

## Vòng bảng
Tất cả theo giờ địa phương (UTC+8)

### Bảng  A
| Đội               | Số trận | Thắng | Hòa | Thua | Bàn thắng | Bàn bại | Hiệu số | Điểm |
| ----------------- | ------- | ----- | --- | ---- | --------- | ------- | ------- | ---- |
| Malaysia          | 3       | 3     | 0   | 0    | 14        | 0       | +14     | 9    |
| U-20 Sierra Leone | 3       | 2     | 0   | 1    | 9         | 6       | +3      | 6    |
| Nepal             | 3       | 0     | 1   | 2    | 3         | 9       | -6      | 1    |
| Afghanistan       | 3       | 0     | 1   | 2    | 3         | 14      | -11     | 1    |

| Malaysia                                     | 4 – 0  | Nepal |
| -------------------------------------------- | ------ | ----- |
| Indra Putra 20' · Safee 25' 48' · Khyril 52' | Report |       |

| Afghanistan                           | 2 – 2  | Nepal                       |
| ------------------------------------- | ------ | --------------------------- |
| Barakzai 62' · Sayed Bashir Azimi 86' | Report | A Gurung 63' · B Gurung 72' |

| Malaysia                                                         | 4 – 0  | Sierra Leone U-20 |
| ---------------------------------------------------------------- | ------ | ----------------- |
| Indra Putra 69' · Safee 75' · Aidil Zafuan 79' · Zaquan Adha 90' | Report |                   |

| Afghanistan           | 1–6    | Sierra Leone U-20                                                              |
| --------------------- | ------ | ------------------------------------------------------------------------------ |
| Hafizullah Qadami 47' | Report | Turay 20' · Amara Kamara 51' · Kabia 60' · Foray 76' 86' · Sulaiman Kamara 88' |

| Nepal         | 1–3    | Sierra Leone U-20                |
| ------------- | ------ | -------------------------------- |
| Rai 40' (pen) | Report | Bah 6' · Turay 88' · Freeman 90' |

| Malaysia                                                                       | 6–0    | Afghanistan |
| ------------------------------------------------------------------------------ | ------ | ----------- |
| Ashaari 21' 64' · Nizaruddin 41' · Zaquan Adha 44' · Safee 85' · Hairuddin 87' | Report |             |

### Bảng B
| Đội             | Số trận | Thắng | Hòa | Thua | Bàn thắng | Bàn bại | Hiệu số | Điểm |
| --------------- | ------- | ----- | --- | ---- | --------- | ------- | ------- | ---- |
| U-22 Việt Nam   | 3       | 2     | 1   | 0    | 9         | 3       | +6      | 7    |
| Myanmar         | 3       | 2     | 0   | 1    | 5         | 5       | 0       | 6    |
| U-20 Mozambique | 3       | 1     | 0   | 2    | 3         | 7       | -4      | 3    |
| Bangladesh      | 3       | 0     | 1   | 2    | 2         | 4       | -2      | 1    |

| Myanmar           | 1 – 3  | U-22 Việt Nam                     |
| ----------------- | ------ | --------------------------------- |
| Zaw Htet Aung 44' | Report | Thanh Binh 3' 47' · Duc Thien 74' |

| Bangladesh | 0 – 1  | U-20 Mozambique |
| ---------- | ------ | --------------- |
|            | Report | Jange 88'       |

| U-20 Mozambique | 0 – 4  | U-22 Việt Nam                                       |
| --------------- | ------ | --------------------------------------------------- |
|                 | Report | Thanh Binh 58' · Dinh Tung 63' 80' · Quang Vinh 72' |

| Bangladesh | 0–1 | Myanmar          |
| ---------- | --- | ---------------- |
|            |     | Soe Myat Min 23' |

| Bangladesh            | 2–2    | U-22 Việt Nam                |
| --------------------- | ------ | ---------------------------- |
| Jahid 32' · Zahid 49' | Report | Van Khai 4' · Thanh Binh 62' |

| U-20 Mozambique           | 2–3    | Myanmar                                              |
| ------------------------- | ------ | ---------------------------------------------------- |
| Saize 40' · Peguenino 65' | Report | Min Thu 57' · Soe Myat Min 69' · Khin Maung Lwin 72' |

## Vòng đấu loại trực tiếp
Tất cả theo giờ địa phương (UTC+8)

### Sơ đồ đấu loại trực tiếp
|  | Bán kết                 | Bán kết  |       |  | Chung kết               | Chung kết |  |
|  |                         |          |       |  |                         |           |  |
|  | 23 October              |          |       |  |                         |           |  |
|  | U-22 Việt Nam (Penalty) | 2 (3)    |       |  |                         |           |  |
|  | U-20 Sierra Leone       | 2 (2)    |       |  |                         |           |  |
|  |                         |          |       |  |                         |           |  |
|  |                         |          |       |  | 25 October              |           |  |
|  |                         |          |       |  | U-22 Việt Nam (Penalty) | 0 (6)     |  |
|  |                         | Malaysia | 0 (5) |  |                         |           |  |
|  |                         |          |       |  |                         |           |  |
|  |                         |          |       |  |                         |           |  |
|  |                         |          |       |  |                         |           |  |
|  | 23 October              |          |       |  |                         |           |  |
|  | Malaysia                | 4        |       |  |                         |           |  |
|  | Myanmar                 | 0        |       |  |                         |           |  |

### Bán kết
| U-22 Việt Nam                  | 2 – 2 (aet) | U-20 Sierra Leone     |
| ------------------------------ | ----------- | --------------------- |
| Quang Vinh 73' · Duc Thien 81' | Report      | Kabia 39' · Foray 68' |
| Loạt sút luân lưu              |             |                       |
|                                | 3–2         |                       |

| Malaysia                                                | 4 – 0  | Myanmar |
| ------------------------------------------------------- | ------ | ------- |
| Indra Putra 26' 76' (pen) · Safee 61' · Amirul Hadi 83' | Report |         |

### Chung kết
| U-22 Việt Nam     | 0 – 0 (aet) | Malaysia |
| ----------------- | ----------- | -------- |
|                   | Report      |          |
| Loạt sút luân lưu |             |          |
|                   | 6 – 5       |          |

## Vô địch
| Vô địch Merdeka 2008 U-22 Việt Nam Lần đầu tiên |

## Goalscorers
| 5 bàn - Mohd Safee Mohd Sali 4 bàn - Indra Putra Mahayuddin - Phan Thanh Binh 3 bàn - Dwight Foray 2 bàn - Mohd Zaquan Adha Abdul Radzak - Mohd Ashaari Shamsuddin - Alusine Turay - Mohamed Kabia - Hoang Dinh Tung - Nguyen Duc Thien - Trinh Quang Vinh - Soe Myat Min | 1 bàn - Lahai Freeman - Mamadu Lajor Bah - Sulaiman Kamara - Amara Kamara - Mohd Amirul Hadi Zainal - Hairuddin Omar - Mohd Nizaruddin Yusof - Mohd Khyril Muhymeen Zambri - Mohd Aidil Zafuan Abdul Radzak - Hafizullah Qadami - Hashmatullah Barakzai - Sayed Bashir Azimi - Mohd Jahid Hasan Ameli - Md Zahid Hossain - Jumanu Rai - Anil Gurung | - Bijaya Gurung - Franciso Jange - Enio Saize - Mouricio Peguenino - Zaw Htet Aung - Min Thu - Khin Maung Lwin - Nguyen Van Khai |